# Famille Aldobrandini
 (juillet 2024).
Si vous disposez d'ouvrages ou d'articles de référence ou si vous connaissez des sites web de qualité traitant du thème abordé ici, merci de compléter l'article en donnant les références utiles à sa vérifiabilité et en les liant à la section « Notes et références ».
Pour les articles homonymes, voir Aldobrandini.

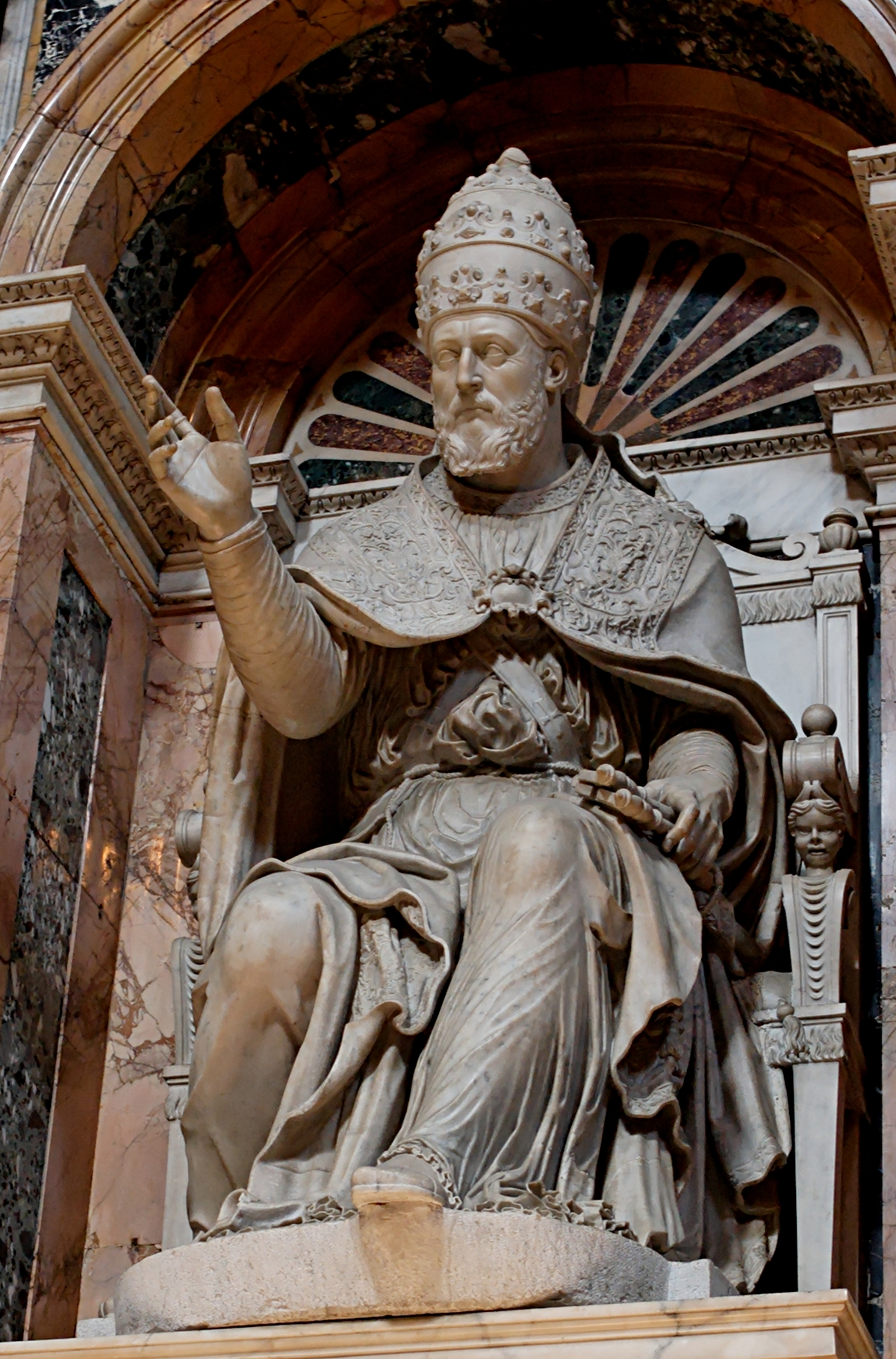
Statue du pape Clément VIII, Ippolito Aldobrandini.

La famille Aldobrandini est une famille noble originaire de Florence, qui s'est vers 1500 étendue à Rome, puis dans toute l'Italie, surtout dans les Marches.  Elle s'est divisée au Moyen Âge, en trois branches : les Bellincioni, les Lippo et ceux de la Madone, appelée par la suite du pape, lorsqu'Ippolito Aldobrandini est élu pape en 1592 sous le nom de Clément VIII et qu'elle s'installe définitivement à Rome.

## Historiques
À Florence, la famille s'est d'abord distinguée par Aldobrandino (1388-1435), qui y fut en 1434 et 1450 gonfalonier de la République, ainsi que son fils Giovanni (1422-1481), gonfalonier en 1476, puis capitaine à Sarzana en 1480.
Les Aldobrandini se sont enrichis après leur migration à Rome en 1548, grâce au commerce international et aux activités financières ainsi qu'à l'élection de Clément VIII. Le népotisme du chef politique des États de l'Église assure aux Aldobrandini des domaines étendus. Ils bâtissent la célèbre villa Aldobrandini à Frascati. Appelé à Rome par le pape, Giovanfrancesco, d'une branche secondaire des Aldobrandini épouse la nièce du pape Olimpia, veuve de Paolo Borghese (1622–1646) (en), et de Camillo Pamphilj (+1666), qui quitta le cardinalat pour pouvoir contracter ce mariage en 1647.
Le cardinal Ippolito (1592-1638), fils de Giovanfrancesco, légua les immenses richesses de la branche romaine au deuxième fils de sa nièce Olimpia. Lorsque les Pamphili s'éteignirent en 1760, il passèrent aux Borghese.  Le dernier des Borghese, Camillo (1816-1902), fils du prince Francesco Borghese et commandant-général de la garde civique romaine mise en place par Pie IX prit le nom de Aldobrandini.

## Personnalités
- le pape Clément VIII,
- le cardinal Pietro Aldobrandini,
- le cardinal Alessandro Aldobrandini,
- le cardinal Gian Francesco Aldobrandini
- le cardinal Silvestro Aldobrandini,
- Olimpia Aldobrandini (1623 – 1681), seule héritière de la fortune familiale.
- Olimpia Aldobrandini (née en 1955) : fille de Francesco Aldobrandini (lui-même fils illégitime du prince Clemente Aldobrandini (it) et de la princesse Serra di Gerace, née Saluzzo), épouse en 1974 de David de Rothschild.